# Konferencja w hotelu Adlon w Berlinie (1942)
Konferencja w hotelu „Adlon” w Berlinie (niem. Konferenz im Hotel „Adlon” in Berlin), zwana też operacją „Adloniada” – zebranie przedstawicieli porewolucyjnej emigracji kaukaskiej, tatarskiej i turkiestańskiej w Berlinie podczas II wojny światowej.
Konferencja odbyła się na przełomie kwietnia i maja 1942 w hotelu „Adlon” w Berlinie z inicjatywy byłego posła niemieckiego w Moskwie von der Schulenburga, który opowiadał się za podjęciem współpracy przez władze III Rzeszy z białą emigracją rosyjską, turkiestańską, tatarską i kaukaską. W tym celu uważał za konieczne utworzenie pod protektoratem Ministerstwa Spraw Zagranicznych Rzeszy „komitetów emigracyjnych”, które reprezentowałyby interesy narodowe poszczególnych narodów ZSRR.
Po wyzwoleniu przez wojska niemieckie Kaukazu, a następnie Turkiestanu miały być tam odtworzone państwa narodowe, w których władzę sprawowaliby działacze tych komitetów. Na konferencji miały odbyć się polityczne rozmowy i konsultacje. Spośród najważniejszych postaci emigracji porewolucyjnej przybyli na nią: Haidar Bammat, Muhammad Said Szamil, Abdurachman Awtorchanow i Alichan Kantemir jako przedstawiciele narodów Północnego Kaukazu, Mehmed Amin Resulzade jako przedstawiciel Azerów, Spiridion Kedija, Leo Kereselidze, Dawid Wacznadze i pretendent do tronu gruzińskiego książę Irakli Bagration-Muchraneli jako przedstawiciele Gruzinów oraz Weli Kajum-chan jako przedstawiciel narodów Azji Środkowej. Zabrakło poważniejszych przedstawicieli Tatarów nadwołżańskich. Uczestnicy konferencji reprezentowali różne nurty polityczne.
Konferencja nie została oficjalnie uznana zarówno przez Ministerstwo Spraw Zagranicznych, jak też Ministerstwo Rzeszy ds. Okupowanych Terytoriów Wschodnich z powodu sprzeciwu Adolfa Hitlera. W rezultacie ograniczyła się ona do nieformalnych rozmów przedstawicieli emigracji z von der Schulenburgiem w sprawie współdziałania w walce przeciwko reżimowi stalinowskiemu. Konferencja została wykorzystana przez Alfreda Rosenberga do przejęcia przez jego ministerstwo głównej roli w przypadku problematyki związanej z kwestiami „wschodnimi”. W rezultacie jego interwencji Hitler zabronił Ministerstwu Spraw Zagranicznych zajmować się problemami związanymi z okupowanymi terenami ZSRR, inicjatywę przejęło Ministerstwo Rzeszy ds. Okupowanych Terytoriów Wschodnich, pod którego patronatem zaczęły być formowane Legiony Wschodnie.